# 海碧
海碧（かいへき）は、セラミック顔料の1つ。

## 名称
別名マットブルーとも呼ばれる。セラミックスの分野では「コバルトブルー」と呼ばれるが一般的なコバルトブルーとは成分が異なる。Colour Index Generic NameはPigment Blue 72である。

## 性質・製法
組成式はCoO・ZnO・Al2O3（酸化コバルトと酸化亜鉛、酸化アルミニウムのスピネル）で表される。コバルトブルーとの違いは、酸化亜鉛を成分に含む事である。酸化コバルトに酸化亜鉛、酸化アルミニウムを配合して1200°Cで焼成してつくられる。コバルトブルーの色は単にCoOを釉薬に入れても出すことが出来るが、CoOには不純物として釉薬の発泡の原因となる3価のコバルトを含むCo3O4が混じっているため、コバルトを全て2価の状態にしておくためにも意義のある顔料である。高火度の釉薬には使いにくいが、上絵用として重要な顔料である。